# Sophie Charlotte zu Stolberg-Wernigerode
Sophie Charlotte Gräfin zu Stolberg-Wernigerode, geb. Gräfin zu Leiningen-Westerburg (* 22. Februar 1695 in Wetzlar; † 10. Dezember 1762 in Wernigerode) war eine der einflussreichsten Pietistinnen ihrer Zeit und eine der Mitbegründerinnen des Pietismus in Wernigerode.

## Leben
Ihr Vater Graf Johann Anton zu Leiningen-Westerburg (1655–1698) war Präsident des Reichskammergerichts in Wetzlar. Er verstarb, als Sophie Charlotte drei Jahre alt war, und seine Witwe, Christiane Luise, geb. zu Sayn-Wittgenstein-Vallendar (1673–1745) ging eine zweite Ehe mit ihrem Hofprediger Jakob Bierbrauer (1673–1749) ein, auf dessen Wunsch die Familie nach Emmerich an der holländischen Grenze zog. Dort separierte sich Bierbrauer aufgrund seiner radikalpietistischen Einstellungen von der lutherischen Kirche und begann Medizin zu studieren. Diese erste Phase ihres Lebens war von der Bescheidenheit eines kleinbürgerlichen Lebens geprägt.
1706 wurde Sophie Charlotte für eine ihrem Stand entsprechende Erziehung von ihren Vormündern nach Frankfurt am Main geschickt. Dort lebte sie stark vom Hofleben zurückgezogen. Ihr Obervormund, Graf Ludwig Christian zu Stolberg-Gedern (1652–1710), der Vater ihres späteren Ehemannes, bemühte sich dort jedoch wenig um die junge Gräfin. Man sagte ihr schon zu diesem Zeitpunkt einen „separatistisch-pietistischen Sinn“ nach. 1708 kam Sophie Charlotte dennoch an seinen Hof in Gedern, wo sie entgegen allen Bedenken aufgenommen wurde.
Am 31. März 1712 heiratete Sophie Charlotte den Grafen Christian Ernst zu Stolberg-Wernigerode (1691–1771) und zog mit ihm in die Grafschaft Wernigerode. Sie gebar zwischen 1713 und 1728 zwölf Kinder. Innerhalb von neun Jahren starben acht von ihnen, bevor sie das sechste Lebensjahr erreicht hatten. Am 10. September 1728 erfuhr die Gräfin in Wernigerode ihre Bekehrung, eines der bedeutendsten Ereignisse im Leben einer Pietistin oder eines Pietisten. Als Haus- und Landesmutter sah sie sich nun als „Werkzeug Gottes“, dessen Aufgabe es in ihrem Stand sein sollte, den Pietismus bis zu ihrem Tod 1762 über herrschaftliche Direktiven zu festigen, um das Gottesreich durch neue „Kinder Gottes“ auf Erden zu erweitern. Hilfreich dafür war eine Arbeitsteilung des regierenden Paares, in der sich Sophie Charlotte, legitimiert über den Glauben, in den folgenden Jahren (religions-)politische Partizipations- und Handlungsmöglichkeiten schuf.

## Wirkung
Bereits nach Regierungsantritt ihres Mannes 1714 begann das junge Paar, den Pietismus innerhalb und außerhalb der Grafschaft zu festigen. Dafür setzten sie pietistisch gesinnte Lehrer und Theologen am Hof und in der Grafschaft ein. Dabei lernte Sophie Charlotte 1727 den Jenaer Pietisten und Theologen Johann Liborius Zimmermann (1702–1734) kennen, der ihren Weg als Pietistin stark beeinflusste.
Um den Pietismus innerhalb und außerhalb der Grafschaft zu festigen,  schuf sich die Gräfin ein weit verzweigtes Netzwerk und verkehrte mit den einflussreichsten Adelshäusern dieser Zeit, wie etwa dem preußischen oder dänischen Königshof sowie den bekanntesten Vertretern und Vertreterinnen des Pietismus im 18. Jahrhundert, zu denen vor allem Gotthilf August Francke (1696–1769) zählte. Ebenso hielt sie zusammen mit ihrem Mann Konferenzen zum Thema Pietismus in der Grafschaft ab. Dabei kamen Pietisten aus der Grafschaft sowie von außerhalb zusammen, um sich gegenseitig zu erbauen und über die Erweiterung des „Reichs Gottes“ zu sprechen. Besonders Sophie Charlotte trieb außerdem den Bau eines neuen Waisenhauses in der Grafschaft voran. 1733 stiftete sie zusätzlich mit ihrem Mann das neue Waisen- und Armenhaus. Sie stiftete zudem im Jahr 1752 mit 4000 Talern ein Theologisches Seminar in der Stadt Wernigerode.
Weiterhin wurde die Missionierung indischer und nordamerikanischer Gebiete durch Sophie Charlotte unterstützt. Die Berufung und Weihe vieler hallescher Missionare durch das Konsistorium in Wernigerode fand unter ihrer Aufsicht statt. Zudem sammelte und verwaltete Sophie Charlotte die benötigten Spenden für die Mission, die zum Teil in Wernigerode eingeholt wurden.
Insgesamt steht Sophie Charlotte beispielhaft für jene Handlungsspielräume, die sich Frauen ihres Standes über die Religion schaffen und nutzen konnten. Um den Pietismus zu festigen, teilte sich das Paar als „Arbeitspaar“ die Regierungsgeschäfte. Die beeindruckende Leichenpredigt mit rund 400 Seiten zeugt dabei noch heute von der Wirkungsmacht, die die Gräfin zu Lebzeiten und darüber hinaus für die Grafschaft Wernigerode und den Pietismus besessen hat.

## Nachkommen
Zusammen mit ihrem Mann Christian Ernst hatte Sophie Charlotte zwölf Kinder, von denen nur vier das Erwachsenenalter erreichten:
- Luise Christiane (1713–1796), war 1755–1796 Äbtissin von Drübeck
- Heinrich Ernst (1716–1778) ⚭ (I) Marie Elisabeth von Promnitz (1717–1741), Tochter von Erdmann II. von Promnitz (1683–1745); ⚭ (II) Christiane Anna von Anhalt-Köthen (1726–1790), Tochter von August von Anhalt-Köthen (1697–1755)
- Ferdinande Adriane (1718–1787) ⚭ Graf Ludwig Friedrich zu Castell-Remlingen (1707–1772)
- Christiane Eleonore (1723–1786) ⚭ Adolf Christian Burggraf zu Dohna-Lauck (1718–1780)